# Brimfield (Herefordshire)
Brimfield es una localidad situada en Herefordshire, Inglaterra (Reino Unido). Según el censo de 2021, tiene una población de 740 habitantes.